# Maladera tienchihna
Maladera tienchihna är en skalbaggsart som beskrevs av Kobayashi 1988. Maladera tienchihna ingår i släktet Maladera och familjen Melolonthidae. Inga underarter finns listade i Catalogue of Life.